# Eric Young (futebolista)
Eric Young (Singapura, 25 de março de 1960) é um ex-futebolista britânico que atuava como zagueiro.
Como jogador, ele jogou principalmente por Wimbledon e fez parte do time vitorioso da Copa da Inglaterra do clube em 1988. Mais tarde, ele jogou na Premier League pelo Crystal Palace e também atuou na Football League pelo Brighton & Hove Albion e Wolverhampton Wanderers. Ele começou e terminou sua carreira no futebol fora da liga com Southall, Slough Town, Enfield e Egham Town.
Nascido em Singapura, ele somou 21 internacionalizações pelo País de Gales. Ele era um zagueiro forte e comandante, apelidado de "Ninja" devido à sempre presente faixa marrom na cabeça, que usava durante as partidas para proteger cicatrizes na testa.

## Carreira no clube
Young iniciou a carreira no clube fora da liga Southall, em 1978, e depois mudou-se para Slough Town, onde seu estilo de comando foi notado por vários clubes da liga; ele jogou pelo Slough por três temporadas até 1982. Suas atuações chamaram a atenção do Brighton & Hove Albion, que o contrataria em 1982. Pelos Seagulls, o zagueiro disputou 126 jogos e fez 10 gols até 1987, quando o Wimbledon pagou 88 mil libras para contar com Young, que fez parte do elenco que venceu de forma surpreendente a Copa da Inglaterra em sua primeira temporada, após derrotar o Liverpool por 1–0, gol do norte-irlandês Lawrie Sanchez.
Após 99 partidas e 9 gols pelo Wimbledon, Young assinou por 1,5 milhões de libras esterlinas com o Crystal Palace.[carece de fontes?] Um dos destaques da equipe que ficou em terceiro lugar na antiga primeira divisão, perdeu espaço na temporada 1994–95 após brigar com o técnico Alan Smith, o que resultou na saída do zagueiro, que jogou 161 partidas e fez 15 gols.
Por 2 temporadas, vestiu a camisa do Wolverhampton Wanderers em 31 partidas, voltando ao Palace em 1997, mas não disputou nenhum jogo na segunda passagem pelo clube londrino. Aposentou-se dos gramados em 2001, depois de passar por Enfield e Egham Town, aos 41 anos.[carece de fontes?]

## Carreira internacional
Como cidadão britânico nascido no estrangeiro – em Singapura – as regras de elegibilidade da FIFA na altura da primeira seleção internacional de Young autorizavam-no a representar qualquer um dos países constituintes do Reino Unido a nível internacional. Optou pelo País de Gales, apesar de não ter qualquer ligação familiar específica com aquele país.
Ele fez sua estreia internacional pelo País de Gales, aos 30 anos, contra a Costa Rica em um amistoso no Ninian Park em 1990, ao lado dos estreantes Gary Speed e Paul Bodin.[carece de fontes?] Apesar de ter começado relativamente tarde, Young somou um total de 21 internacionalizações pelo País de Gales.[carece de fontes?]
A última partida internacional do zagueiro foi contra a Albânia, em novembro de 1995, pelas eliminatórias da Eurocopa de 1996. Foram 21 jogos (1 como jogador do Wimbledon, 19 como atleta do Crystal Palace e um quando atuava pelo Wolverhampton) com a camisa do País de Gales e um gol marcado.[carece de fontes?]
Esteve próximo de jogar a Copa de 1994, quando Gales dependia apenas de uma vitória sobre a Romênia, porém perderam por 2–1. Também viu a eliminação galesa nas eliminatórias da Eurocopa de 1992, ficando um ponto atrás da Alemanha.

## Títulos
Os títulos que Eric conquistou são:[carece de fontes?]
Wimbledon
- Copa da Inglaterra: (1987–88)

Crystal Palace
- Football League First Division: (1993–94)